# Észak-Macedónia világörökségi helyszínei
Észak-Macedónia területéről eddig két helyszín került fel a világörökségi listára, négy helyszín a javaslati listán várakozik a felvételre.
| | Ohrid-régió |
| Albánia és Észak-Macedónia közös világörökségi helyszíne |             |
| 1979, kiterjesztés: 1980, 2019 |             |
| Vegyes (I)(III)(IV)(VI) |             |
| Védett terület: 94 728,6 ha, puffer zóna: 15 944,4 ha, hivatkozás: 99 |             |
| Az Észak-Macedónia délnyugati részén fekvő Ohrid-régió és az azonos nevű város a 9. és 10. században az ortodox kereszténység, valamint az oktatás és a szláv kultúra egyik fontos központja volt. A környék már a neolitikum óta lakott volt, ebből a korból eddig több mint 250 régészeti lelőhelyet azonosítottak. A szép természeti környezetben fekvő várost az illírek alapították, majd római korszaka után a 4. században püspöki székhellyé vált. A 9. században számos kolostort alapítottak a környéken, majd a település 10. század végén egy ideig Sámuel bolgár cár birodalmának fővárosa volt. Ezután szerb fennhatóság alá került, 1394-ben pedig az Oszmán Birodalom részévé vált, egészen 1913-ig. Itt látható a legrégebbi ma is álló szláv kolostor, a Szent Pantaleimon, amely a 11. és a 14. század közötti időszakban festett ikongyűjteményéről is híres. A templomot 2002-ben restaurálták. A 11. században épült Szent Zsófia-templomot a 15. században mecsetté alakították át. Ekkor 11. és 14. századból származó freskóit lefestették, ezeket egy 1950-ben végzett restaurálás során tették újra láthatóvá. 2019-ben a helyszínt kiterjesztették, így most már magába foglalja a tó észak-nyugati, Albániához tartozó részét is, a Lin-félszigetet és azt a part melletti földsávot, ami a félszigetet összeköti az észak-macedóniai határral. A félszigeten egy 6. századi ókeresztény templom maradványai állnak, a vízben három helyen történelem előtti cölöpházak maradványait azonosították. |             |

| | A Kárpátok és más európai régiók ősbükkösei |
| Albánia, Ausztria, Belgium, Bosznia-Hercegovina, Bulgária, Csehország, Észak-Macedónia, Franciaország, Horvátország, Lengyelország, Németország, Olaszország, Románia, Svájc, Szlovákia, Szlovénia, Spanyolország és Ukrajna közös világörökségi helyszíne |                                             |
| 2007, kiterjesztés: 2011, 2017, 2021 (észak-macedóniai területek) |                                             |
| Természeti (IX) |                                             |
| Védett terület: 98 125 ha, puffer zóna: 294 716 ha, hivatkozás: 1133 |                                             |
| Ez a határokon átnyúló, többször kiterjesztett helyszín Európa legnagyobb kiterjedésű ősbükköse, jelenleg 18 ország közös világörökségi helyszíne és összesen 94 védett területből áll. Kezdetben az Északkeleti-Kárpátok déli lejtőin, Szlovákia keleti részén és Ukrajnában található védett területhez összesen 10 természetvédelmi körzet tartozott, ezek közül hat Ukrajnában négy pedig Szlovákiában található. Ezek a védett területek egy 185 kilométer hosszú tengelyen fekszenek, tengerszint feletti magasságuk 210 és 1700 méter között váltakozik. A teljes védett övezet eredetileg háromszáz négyzetkilométert foglalt el, majd 2011-ben a helyszínt öt újabb, Németországban található bükkerdővel egészítették ki. A következő kiterjesztés óta, 2017-től a helyszínhez tartoznak mediterrán területek, az Alpok, a Dinári-hegység és a Pireneusok ősbükkösei is. Az utolsó, 2021-es kiterjesztés során bosznia-hercegovinai, csehországi, észak-macedóniai, franciaországi, lengyelországi és svájci bükkösök kerültek a világörökségi listára. Az ősbükkösöben találhatók a világ legmagasabb és legöregebb bükkfái, és megfigyelhető a bükkerdők fejlődésének valamennyi fázisa. A Kárpátokban őshonos bükkfa a Dinári-hegység mellett csak ezeken a területeken vészelte át a jégkorszakot, majd egy rövid, néhány ezer éves időszak alatt elterjedt az egész kontinensen. Az őserdők a bükkfák felbecsülhetetlen értékű genetikai tárházai. A fák mellett található ökoszisztéma magán viseli a jégkorszak utáni élővilág valamennyi jellegzetességét, gazdag növény és állatvilágnak, köztük több védett fajnak nyújt életteret. |                                             |

## Elhelyezkedése
| Világörökségi helyszínek |
| ------------------------ |
| Ohrid-régió Ősbükkös     |

## Javasolt helyszínek
| Név                             | Kép | Típus      | Kritérium     | Év   | Hiv. |
| ------------------------------- | --- | ---------- | ------------- | ---- | ---- |
| Szent György-templom, Kurbinovo |     | kulturális | I, II, III    | 2020 |      |
| Kokino régészeti helyszín       |     | kulturális | I, II, III    | 2009 |      |
| Slatinski Izvor barlang         |     | természeti | VII, VIII, IX | 2004 |      |
| Markovi Kuli                    |     | természeti | VII, VIII, IX | 2004 |      |